# Вернер, Эмиль
Эмиль Вернер (пол. Emil Werner) — польский военачальник, майор пехоты Войска Польского, капитан Русской императорской армии.

## Ранние годы
Эмиль Вернер родился в городе Житомир, Российская империя. В раннем возрасте потерял отца. После окончания школы поступил в корабельное училище, после окончания которого и прохождения практики получает звание морского офицера.

## Первая мировая война
После получения первого офицерского звания начинается Первая мировая война и Эмиль Вернер уходит на фронт в качестве офицера русского флота, после чего переходит в отряд морских стрелков.

## Гражданская война в России
После большевистского переворота в декабря 1917 покидает ряды Русской армии в звании капитана и вступает в ряды 1-го Польского корпуса в составе которого проходит весь тернистый путь вплоть до капитуляции корпуса в мае 1918 года. По приезде в отчий дом узнаёт от матери трагическую новость, что его любимая сестра вместе мужем были зверски убиты большевиками. После нескольких дней прибывания дома в Житомире отправляется в Киев, где узнает о формировании войск в Мурманске и решает отправиться туда. По дороге в Мурманск посещает Москву где узнает о готовящихся репрессиях по отношению к польским военным, а так же закрытии дороги ведущей в Мурманск. Эмиль Вернер принимает решение отправиться в Сибирь, где в конце 1918 года вступает в ряды 1-го полка польских стрелков им. Тадеуша Костюшко и становится командиром роты. В октябре 1918 отправляется на уфимский фронт и в одном из сражений получает тяжелое ранение. После нескольких месяцев пребывания в госпитале он возвращается в полк и принимает командование батальоном.
В июле 1919 года переходит во 2-й полк польских стрелков в Сибири в составе 5-й польской дивизии стрелков под командованием полковника Казимира Румши и занимает должность заместителя командира полка. Принимает участие во всех боях и демонстрирует выдающиеся способности полководца, бесстрашное мужество и постоянное пренебрежение к жизни. Подвиги Эмиля Вернера описал полковник Ян Скоробогатый-Якубовский:
Своими молниеносными ударами по врагу и безжалостными поступками он распространяет панику в большевистских отрядах и убивает в них всякое желание сражаться, отряд под его командованием внушает ужас среди большевиков.
19 декабря 1919 года Эмиль Вернер получил приказ от командира 5-й дивизии польских стрелков полковника Казимира Румши удерживать железнодорожную станцию Тайга до 23 декабря включительно и дождаться тыловых войск дивизии, которыми командовал Юзеф Веробей. В распоряжении Вернера были отряды 2-го полка польских стрелков без 1-й и 3-й роты, 3 конных эскадрона и 2 артиллерийские батареи. 22 декабря тыловой отряд по командованием Юзефа Веробея прибыл на станцию Тайга и включал в себя  1-й и 3-й батальон 1-го полка польских стрелков имени Тадеуша Костюшко, штурмовой батальон, два эскадрона уланского полка, артиллерийские батареи и бронепоезд «Познань II» , так же на станции базировались русские белогвардейцы из Пермской бригады, у них было около 300 человек и 2 бронепоезда с именами «Дедушка» и «Забияка». Утром на подходах к станции обрушился удар солдат Томского гарнизона который несколько часов сдерживался пулеметными расчетами. С течением времени ситуация ухудшилась и к солдатам Томского гарнизона присоединилась бывший колчаковский полк в результате чего солдаты 5-й дивизии польских стрелков были окружены, но на помощь с запада пришла Пермская бригада и отбросила большевиков на исходные позиции. Солдаты под командованием и Веробея отступили на саму станцию, где находился командных пункт. После отступления к большевикам пришло подкрепление и они вновь организовали атаку уже на сам железнодорожный вокзал, где завязался бой, в результате которого большевики понесли значительные потери и не смогли выбить обороняющихся со станции. Солдаты 5-й дивизии польских стрелков потеряли десятки убитыми, несколько сотен ранеными, 2 артиллерийские батареи, 1 бронепоезд и эшелон. Командир дивизии полковник Казимир Румша охарактеризовал это сражение как победное . После боя польские солдаты покинули железнодорожную станцию Тайга и отправились дальше по Транссибу, а майор Вернер отправлен в арьергардный отряд. 
В последних боях 5-й польской дивизии стрелков под железнодорожной станцией Клюквенная попадет в плен, но бежит в Красноярск, откуда через всю Россию прибывает 22 июня 1920 в Варшаву.

## Советско-польская война
По возвращении на родину в Польшу узнает о формировании Сибирской бригады из бывших военнослужащих 5-й польской дивизии стрелков и незамедлительно вступает в бригаду занимая должность командира 3-го батальона в 1-м Сибирском полку и отправляется на фронт в район реки Вкра. Здесь в первых боях он получает ранение но, несмотря на приказ командира полка отправиться в госпиталь, остается в строю. 19 августа 1920 года, во время наступления на советские позиции под деревней Чарностув погибает в бою от вражеской пули. Похоронен на кладбище в деревне Пшеводово.

## Награды
- Серебряный крест ордена Virtuti militari (посмертно)[15]
- Крест Независимости (посмертно) [16]